# Anh hùng ca
Anh hùng ca là tác phẩm tự sự sử thi bằng thơ hoặc văn xuôi có dung lượng lớn, hoành tráng đủ để bộc lộ tính tích cực cá nhân, có chủ đề mang tính toàn dân hay toàn dân tộc.

## Đặc điểm
Anh hùng ca (épopée) miêu tả những sự kiện và xung đột cốt yếu của đời sống: hoặc là những xung đột của các lực lượng thiên nhiên mà trí tưởng tượng dân gian xem là thần linh; hoặc là những xung đột quân sự giữa các bộ lạc, các dân tộc. Ở những thời kỳ phát triển ban đầu của sáng tác ngôn từ, dạng thức phổ biến hơn cả là sử thi anh hùng. Các thiên anh hùng ca cổ đại và trung đại phần lớn là những tác phẩm bằng thơ khuyết danh hoặc hữu danh, được hình thành hoặc là bằng cách hợp nhất nhiều bài tự sự sử thi ngắn, hoặc là bằng cách mở rộng một sự kiện trung tâm nào đó. Về sau, anh hùng ca dân gian được một số nhà thơ mô phỏng để tạo ra những anh hùng ca với tư cách sản phẩm của sáng tác cá nhân (Eneide của Vergilius, La Henriade của Voltaire).
Ở những tác phẩm văn học tự sự thuộc các thể tài thế sự tuy không chú ý khám phá tiến trình anh hùng của sự hình thành dân tộc nhưng chú ý khám phá các trạng thái hài kịch của quá trình ấy, cũng có sự nảy sinh những anh hùng ca bằng văn xuôi (Gargantua và Pantagruel của F. Rabelais, Những linh hồn chết của Gogol, Đảo chim cánh cụt của A. France).
Trong thế kỷ 19 và 20 nhiều tiểu thuyết do đào sâu sự suy tư trên các vấn đề lịch sử dân tộc, đã đi tới chỗ sáng tạo ra thể tài tiểu thuyết anh hùng ca, cũng được gọi là tiểu thuyết sử thi (roman-épopée). Ở một loạt tiểu thuyết sử thi, sự hình thành những tính cách các nhân vật chính được đặt trong liên hệ phối thuộc với các sự kiện có quy mô lịch sử dân tộc (Chiến tranh và hòa bình của Lep Tolstoi, Sông Đông êm đềm của Mikhain Sholokhov) hoặc lịch sử một vùng địa lý lịch sử thế giới (Trăm năm cô đơn của Garcia Marquez). Một số tiểu thuyết khác có thể được gọi là tiểu thuyết mang tính sử thi anh hùng, trong đó sự hình thành các tính cách nhân vật chính diễn ra trong quá trình họ tham dự một cách tích cực, chủ động vào các sự kiện lịch sử (Pie đệ nhất của A. N. Tolstoi, Những người cộng sản của L. Aragon).